# Словенія на літніх Олімпійських іграх 2012
Словенія на літніх Олімпійських іграх 2012 була представлена 65 спортсменами в 15 видах спорту.

## Нагороди
| Медаль | Спортсмен           | Вид спорту            | Дисципліна                              | Дата     |
| ------ | ------------------- | --------------------- | --------------------------------------- | -------- |
| Золото | Уршка Жолнір        | дзюдо                 | жінки, 63 кг                            | 31 липня |
| Срібло | Прімож Козмус       | легка атлетика        | метання молота, чоловіки                | 5 серпня |
| Бронза | Лука Шпік Ізток Чоп | академічне веслування | двійка парна                            | 2 серпня |
| Бронза | Раймонд Дебевець    | стрілецький спорт     | дрібнокаліберна гвинтівка, 50 м, лежачи | 3 серпня |

## Академічне веслування
Чоловіки
| Спортсмени          | Дисципліна   | Відбіркові заїзди | Відбіркові заїзди | Втішний заїзд | Втішний заїзд | Чвертьфінали | Чвертьфінали | Півфінали | Півфінали | Фінал   | Фінал |
| Спортсмени          | Дисципліна   | Час               | Місце             | Час           | Місце         | Час          | Місце        | Час       | Місце     | Час     | Місце |
| ------------------- | ------------ | ----------------- | ----------------- | ------------- | ------------- | ------------ | ------------ | --------- | --------- | ------- | ----- |
| Лука Шпік Ізток Чоп | Парні двійки | 6:17.78           | =2                | Н/Д           | Н/Д           | Н/Д          | Н/Д          | 6:19.97   | 1         | 6:34.35 | 3     |